# Guy Chasseuil
Pour les articles homonymes, voir Chasseuil.
Pas d'image ? Cliquez ici
Guy Chasseuil, né le 26 janvier 1942 à Paris, est un pilote automobile français de rallye et d'endurance. 

## Biographie
Il commence la compétition automobile en 1966 sur NSU.
Il participe à 12 éditions des 24 Heures du Mans, entre 1968 et 1981.
Il s'illustre également lors de nombreux rallyes, où il a comme copilote Jean Todt, puis Christian Baron. Il obtient de bons résultats dans les rallyes africains, mais ne s'engage qu'une seule fois sur le Paris Dakar avec une Porsche 924 en 1981.
Après sa carrière sportive il intègre une équipe de cascadeur, et il participe ainsi au tournage de films tels que La Mémoire dans la peau, Ronin...

## Palmarès
- 24 Heures du Mans :
  - 2e en 1975 avec Jean-Louis Lafosse sur Ligier JS2 ;
  - 6e et Vainqueur du classement GT en 1970 avec Claude Ballot-Léna sur Porsche 914/6 GT ;

- 24 Heures de Spa:
  - 3e en 1967 sur Ford Mustang avec Georges Bossuyt ;
  - Vainqueur en 1969 sur Porsche 911 avec Claude Ballot-Léna ;
- (ils sont les premiers français à avoir remporté cette épreuve, et forment le seul équipage victorieux entièrement français);
  - Tour de France automobile : 3e en 1969 sur Porsche 911, et 4e en 1970 sur Porsche 911 S ;
  - Coupes du Salon : 3e en 1969 sur Porsche 911S;
- Rallye de l'Ouest (de l'A.C.O.) : vainqueur en 1970 sur Porsche 911 S du team Sonauto BP, copilote Christian Baron ;
- Critérium de Touraine : vainqueur en 1970 sur Porsche 911 Gr.4 ;
  - 3e des 1 000 kilomètres de Paris en 1970 sur Porsche 908 ;
- 3 Heures du Mans : vainqueur 1971 sur Porsche 908 (avec Claude Ballot-Léna) ;
  - Rallye du Maroc : 2e en 1971 sur Peugeot 504 ;
  - Rallye Lyon-Charbonnières : 3e en 1973 sur Ford Escort GT/E ;
  - Tour de Corse : 4e en 1973 sur Ford Escort GT/E ;
  - Rallye de Côte d'Ivoire : deux fois 2e, en 1974 sur Datsun 180 BSSS, et en 1975 sur Datsun 180B ;
- 4 Heures du Mans : vainqueur en 1974 sur Ligier JS2 ;
- Rallye de l'Ouest : vainqueur en 1974 sur Porsche 911 ;
  - Rallye de Lorraine : 2e en 1974 sur Porsche 911 Carrera ;
  - Rallye du Mont-Blanc : 2e en 1974 sur Porsche 911 Carrera ;
  - Ronde cévenole : 2e en 1974 sur Porsche 911 Carrera ;
- Champion de France des rallyes de Groupe 3, en 1974 sur une Porsche 911;
  - Rallye Monte-Carlo : 14e en 1985, sur une Volkswagen Golf GTI.

## Résultats aux 24 Heures du Mans
| Année | Voiture                 | Équipe                                   | Équipiers                           | Résultat                           |
| ----- | ----------------------- | ---------------------------------------- | ----------------------------------- | ---------------------------------- |
| 1968  | Porsche 911T            | Auguste Veuillet                         | Claude Ballot-Léna                  | Abandon                            |
| 1969  | Porsche 911T            | Auguste Veuillet                         | Claude Ballot-Léna                  | 11e                                |
| 1970  | Porsche 914/6 GT        | Établissement Sonauto                    | Claude Ballot-Léna                  | 6e et Vainqueur de la catégorie GT |
| 1971  | Porsche 908/2           | Auguste Veuillet / Établissement Sonauto | Claude Ballot-Léna                  | Abandon                            |
| 1972  | De Tomaso Pantera       | Société Franco-Brittanic                 | Jean Vinatier                       | Abandon                            |
| 1973  | Porsche 911 Carrera RSR | Porsche Sonauto BP Racing                | Peter Gregg                         | 14e                                |
| 1974  | Ligier JS2              | Automobiles Ligier                       | Michel Leclère                      | Abandon                            |
| 1975  | Ligier JS2              | Automobiles Ligier                       | Jean-Louis Lafosse                  | 2e                                 |
| 1976  | WM P76                  | Ecurie T.S.                              | Claude Ballot-Léna                  | Abandon                            |
| 1977  | Porsche 934/5           | Hubert Striebig / BP                     | Hubert Striebig / Helmut Kirchoffer | Abandon                            |
| 1978  | Porsche 934             | Auto Daniel Urcun                        | Jean-Claude Lefévre / Marcel Mignot | Abandon                            |
| 1981  | Porsche 917K/81         | Porsche Kremer Racing                    | Bob Wollek / Xavier Lapeyre         | Abandon                            |